# 25. вечити дерби у фудбалу
25. вечити дерби у фудбалу је фудбалска утакмица одиграна у Београду 27. септембра 1959. године, између Црвене звезде и Партизана. Утакмица се завршила резултатом 3 : 0 (0 : 0) за Црвену Звезду